# Erik Hemmendorff
Erik Hemmendorff (Sankt Matteus, 14 aprile 1973) è un produttore cinematografico, sceneggiatore, direttore della fotografia, regista e montatore svedese, candidato al Premio Oscar al miglior film per Triangle of Sadness.

## Biografia
Erik Hemmendorff è cresciuto nell'isola di Frösön, vicino a Östersund, in Svezia. Ha studiato fotografia e cinema all'Università di Göteborg. Nel 2002, insieme a Ruben Östlund, ha fondato casa di produzione Platform Production. Nello stesso anno, ha diretto il suo primo film, Looking for Tsai. Ha prodotto numerosi film per Östlund, tra i quali Involuntary, Play, Forza maggiore, The Square e Triangle of Sadness. Per quest'ultimo film, vincitore della Palma d'oro al Festival di Cannes 2022, è stato candidato al Premio Oscar al miglior film.

## Filmografia

### Produttore

#### Cinema
- Juni, regia di Fijona Jonuzi (2007)
- En enastående studie i mänsklig förnedring, regia di Patrik Eriksson (2008)
- Involuntary (De ofrivilliga), regia di Ruben Östlund (2008)
- Hälsningar från Skogen, regia di Mikel Cee Karlsson (2009)
- Play, regia di Ruben Östlund (2011)
- Betoniyö, regia di Pirjo Honkasalo (2013)
- Forza maggiore (Turist), regia di Ruben Östlund (2014)
- Bypass, regia di Duane Hopkins (2014)
- Råggywood: Vi ska bli rappare, regia di David Danial (2015)
- Epifanía, regia di Anna Eborn e Óscar Ruiz Navia (2016)
- Den største forbrytelsen, regia di Fijona Jonuzi (2017)
- The Square, regia di Ruben Östlund (2017)
- Old Boys, regia di Toby MacDonald (2018)
- Dau, regia di Ilya Khrzhanovskiy (2019)
- Säsong, regia di John Skoog (2019)
- Fraemling, regia di Mikael Cee Karlsson (2019)
- Barn, regia di Dag Johan Haugerud (2019)
- Downhill, regia di Nat Faxon e Jim Rash (2020)
- Pleasure, regia di Ninja Thyberg (2021)
- Sull'isola di Bergman (Bergman Island), regia di Mia Hansen-Løve (2021)
- Triangle of Sadness, regia di Ruben Östlund (2022)
- Vernissage hos Gud, regia di Filip Aladdin e Ossian Melin (2023)
- A Tiger in Paradise, regia di Mikel Cee Karlsson (2023)
- Sweet Dreams, regia di Ena Sendijarevic (2023)

#### Cortometraggi
- Scen nr: 6882 ur mitt liv, regia di Ruben Östlund (2005)
- Weekend, regia di Henrik Andersson (2006)
- Scen 3: Daniel och Alex, regia di Andrea Östlund (2008)
- Händelse vid bank, regia di Ruben Östlund (2010)
- Förår, regia di John Skoog (2013)
- Shadowland, regia di John Skoog (2014)
- Det bor inga bögar i Bollebygd, regia di Mikael Bundsen (2015)
- Hopptornet, regia di Axel Danielson e Maximilien Van Aertryck (2016)
- Mamma vet bäset, regia di Mikael Bundsen (2016)

#### Documentari
- The Extraordinary Ordinary Life of José González, regia di Mikel Cee Karlsson e Fredrik Egerstrand (2010)
- Pangpangbröder, 53 scener från en barndom, regia di Axel Danielson (2011)
- And the King Said, What a Fantastic Machine, regia di Axel Danielson e Maximillien Van Aertryck (2023)

### Sceneggiatore

#### Cinema
- Looking for Tsai, regia di Patrik Eriksson e Erik Hemmendorff (2002)
- Involuntary (De ofrivilliga), regia di Ruben Östlund (2008)
- Play, regia di Ruben Östlund (2011)

#### Cortometraggi
- Tillträde förbjudet, regia di Martin Högdahl (2003)
- Den ljusnande framtid är vår, regia di Patrik Eriksson e Erik Hemmendorff (2004)
- Scen nr: 6882 ur mitt liv, regia di Ruben Östlund (2005)

#### Direttore della fotografia
- Looking for Tsai, regia di Patrik Eriksson e Erik Hemmendorff (2002)
- En enastående studie i mänsklig förnedring, regia di Patrik Eriksson (2008)
- Pangpangbröder, 53 scener från en barndom, regia di Axel Danielson - documentario (2011)

### Regista

#### Cinema
- Looking for Tsai, regia di Patrik Eriksson e Erik Hemmendorff (2002)

#### Cortometraggi
- Den ljusnande framtid är vår, regia di Patrik Eriksson e Erik Hemmendorff (2004)

### Montatore
- Looking for Tsai, regia di Patrik Eriksson e Erik Hemmendorff (2002)
- Den største forbrytelsen, regia di Fijona Jonuzi (2017)

## Riconoscimenti
- Premio Oscar
  - 2023 - Candidatura al miglior film per Triangle of Sadness[10]
- Guldbagge
  - 2009 - Candidatura a migliore sceneggiatura per Involuntary